# Karim Mané
Abdoul Karim Mané (ur. 16 maja 2000 w Dakarze) – kanadyjski koszykarz, posiadający także senegalskie obywatelstwo, występujący na pozycji rozgrywającego.
W 2019 wystąpił w meczu wschodzących gwiazd kanadyjskich – BioSteel All Canadian.
13 kwietnia 2021 opuścił Orlando Magic

## Osiągnięcia
Stan na 14 kwietnia 2021, na podstawie, o ile nie zaznaczono inaczej.
Reprezentacja
- Uczestnik mistrzostw świata U–19 (2019 – 8. miejsce)